# LOVE IS THE GREATEST THING
《LOVE IS THE GREATEST THING》(러브 이즈 그레이티스트 싱)은 J-pop 그룹인 w-inds.의 22번째 싱글 작품이다.

## 수록곡
1. LOVE IS THE GREATEST THING
2. SHINING STAR
3. 夏祭り
4. LOVE IS THE GREATEST THING

## 타이업
LOVE IS THE GREATEST THING : 
영화 《슈렉 3》 일본어 더빙판 이미지 곡
SHINING STAR : 홋카이도 상과 대학교 광고 음악

## 차트
- 오리콘 차트 4위를 기록하였다.